# Fortuna liga 2023/24
De Fortuna liga 2023/24 was het 31e seizoen van het Tsjechisch nationaal voetbalkampioenschap. Het ging van start op 22 juli 2023 en eindigde op 2 juni 2024.

## Clubs
16 clubs speelden het seizoen 2023/24 in de Fortuna liga. Uit Praag komen maar liefst drie clubs. De regio's Karlsbad, Vysočina en Zuid-Moravië leverden dit seizoen geen clubs op het hoogste niveau.
| Club                       | Stad               | Stadion                                     | Afbeelding | Opening | Capaciteit |
| -------------------------- | ------------------ | ------------------------------------------- | ---------- | ------- | ---------- |
| FC Baník Ostrava           | Ostrava            | Městský stadion v Ostravě-Vítkovicích       |            | 1938    | 15.123     |
| Bohemians 1905 Praag       | Vršovice, Praag    | Ďolíček                                     |            | 1932    | 6300       |
| SK Dynamo České Budějovice | České Budějovice   | Fotbalový stadion Střelecký ostrov          |            | 1940    | 6681       |
| FC Hradec Králové          | Hradec Králové     | Malšovická aréna                            |            | 2023    | 9300       |
| FK Jablonec                | Jablonec nad Nisou | Stadion Střelnice                           |            | 1955    | 6108       |
| MFK Karviná                | Karviná            | Městský stadion Karviná                     |            | 1969    | 4833       |
| FK Mladá Boleslav          | Mladá Boleslav     | Městský stadion Mladá Boleslav              |            | 1965    | 5000       |
| FK Pardubice               | Pardubice          | CFIG Aréna                                  |            | 1931    | 4620       |
| SK Sigma Olomouc           | Olomouc            | Andrův stadion                              |            | 1940    | 12.541     |
| SK Slavia Praag            | Vršovice, Praag    | Fortuna arena                               |            | 2008    | 19.370     |
| 1. FC Slovácko             | Uherské Hradiště   | Městský fotbalový stadion Miroslava Valenty |            | 2003    | 8000       |
| FC Slovan Liberec          | Liberec            | Stadion u Nisy                              |            | 1934    | 9900       |
| AC Sparta Praag            | Bubeneč, Praag     | epet ARENA                                  |            | 1917    | 18.349     |
| FK Teplice                 | Teplice            | Stadion Na Stínadlech                       |            | 1973    | 18.221     |
| FC Viktoria Pilsen         | Pilsen             | Doosan Arena                                |            | 1955    | 11.700     |
| FC Zlín                    | Zlín               | Letná                                       |            | 1953    | 5898       |

## Eindstand

### Reguliere competitie
|     | Club                       | WG | W  | G  | V  | DV | DT | P  |                                                   |
| --- | -------------------------- | -- | -- | -- | -- | -- | -- | -- | ------------------------------------------------- |
| 1.  | AC Sparta Praag1           | 30 | 24 | 4  | 2  | 70 | 26 | 76 | Geplaatst voor de Titelplay-off                   |
| 2.  | SK Slavia Praag            | 30 | 22 | 6  | 2  | 62 | 23 | 72 | Geplaatst voor de Titelplay-off                   |
| 3.  | FC Viktoria Pilsen         | 30 | 19 | 5  | 6  | 67 | 33 | 62 | Geplaatst voor de Titelplay-off                   |
| 4.  | FC Baník Ostrava           | 30 | 13 | 6  | 11 | 48 | 39 | 45 | Geplaatst voor de Titelplay-off                   |
| 5.  | FK Mladá Boleslav          | 30 | 12 | 8  | 10 | 50 | 46 | 44 | Geplaatst voor de Titelplay-off                   |
| 6.  | 1. FC Slovácko             | 30 | 11 | 8  | 11 | 39 | 40 | 41 | Geplaatst voor de Titelplay-off                   |
| 7.  | FC Slovan Liberec          | 30 | 10 | 10 | 10 | 46 | 46 | 40 | Geplaatst voor de Play-off voor 7e t/m 10e plaats |
| 8.  | SK Sigma Olomouc           | 30 | 10 | 7  | 13 | 40 | 45 | 37 | Geplaatst voor de Play-off voor 7e t/m 10e plaats |
| 9.  | FC Hradec Králové          | 30 | 9  | 10 | 11 | 32 | 38 | 37 | Geplaatst voor de Play-off voor 7e t/m 10e plaats |
| 10. | FK Teplice                 | 30 | 9  | 9  | 12 | 31 | 40 | 36 | Geplaatst voor de Play-off voor 7e t/m 10e plaats |
| 11. | Bohemians Praag 1905       | 30 | 8  | 11 | 11 | 29 | 40 | 35 | Geplaatst voor de Degradatieplay-off              |
| 12. | FK Jablonec                | 30 | 6  | 12 | 12 | 35 | 45 | 30 | Geplaatst voor de Degradatieplay-off              |
| 13. | FK Pardubice               | 30 | 7  | 7  | 16 | 29 | 42 | 28 | Geplaatst voor de Degradatieplay-off              |
| 14. | MFK Karviná2               | 30 | 6  | 7  | 17 | 30 | 52 | 25 | Geplaatst voor de Degradatieplay-off              |
| 15. | FC Zlín                    | 30 | 5  | 10 | 15 | 36 | 61 | 25 | Geplaatst voor de Degradatieplay-off              |
| 16. | SK Dynamo České Budějovice | 30 | 6  | 6  | 18 | 34 | 62 | 24 | Geplaatst voor de Degradatieplay-off              |

1 AC Sparta Praag was in dit seizoen de titelverdediger.

2 MFK Karviná was in dit seizoen de nieuwkomer, zij speelde in het voorgaande seizoen niet op het hoogste niveau van het Tsjechische voetbal.

### Titelplay-off
|    | Club               | WG | W  | G | V  | DV | DT | P  |                                                                       |
| -- | ------------------ | -- | -- | - | -- | -- | -- | -- | --------------------------------------------------------------------- |
| 1. | AC Sparta Praag3   | 35 | 27 | 6 | 2  | 82 | 30 | 87 | Tweede voorronde UEFA Champions League 2024/25                        |
| 2. | SK Slavia Praag    | 35 | 26 | 7 | 2  | 76 | 24 | 85 | Tweede voorronde UEFA Champions League 2024/25                        |
| 3. | FC Viktoria Pilsen | 35 | 21 | 7 | 7  | 76 | 40 | 70 | Derde voorronde UEFA Europa League 2024/25                            |
| 4. | FC Baník Ostrava   | 35 | 14 | 7 | 14 | 56 | 48 | 49 | Tweede voorronde UEFA Conference League 2024/25                       |
| 5. | FK Mladá Boleslav  | 35 | 13 | 8 | 14 | 51 | 59 | 47 | Barragewedstrijd voor tweede voorronde UEFA Conference League 2024/25 |
| 6. | 1. FC Slovácko     | 35 | 12 | 8 | 15 | 45 | 56 | 44 |                                                                       |

3 AC Sparta Praag was de winnaar van de Tsjechische beker van dit seizoen.

### Conference leagueplay-off

#### Semifinales Conference leagueplay-off
| Thuisteam in de 1e wedstrijd | Totaal | Uitteam in de 1e wedstrijd | Uitslag 1e wedstrijd | Uitslag 2e wedstrijd |
| ---------------------------- | ------ | -------------------------- | -------------------- | -------------------- |
| FK Teplice (10)              | 4–1    | FC Slovan Liberec (7)      | 2–0                  | 2–1                  |
| FC Hradec Králové (9)        | 6–2    | SK Sigma Olomouc (8)       | 3–1                  | 3–1                  |

#### Finale Conference leagueplay-off
| Thuisteam in de 1e wedstrijd | Totaal | Uitteam in de 1e wedstrijd | Uitslag 1e wedstrijd | Uitslag 2e wedstrijd |
| ---------------------------- | ------ | -------------------------- | -------------------- | -------------------- |
| FK Teplice                   | 0–3    | FC Hradec Králové          | 0–1                  | 0–2                  |

#### Barragewedstrijd Conference leagueplay-off
| Thuisteam         | Uitslag | Uitteam           |
| ----------------- | ------- | ----------------- |
| FK Mladá Boleslav | 3–1     | FC Hradec Králové |

### Degradatieplay-off
|     | Club                       | WG | W  | G  | V  | DV | DT | P  |                                                                |
| --- | -------------------------- | -- | -- | -- | -- | -- | -- | -- | -------------------------------------------------------------- |
| 11. | FK Jablonec                | 35 | 9  | 14 | 12 | 45 | 50 | 41 |                                                                |
| 12. | FK Pardubice               | 35 | 11 | 7  | 17 | 39 | 47 | 40 |                                                                |
| 13. | Bohemians Praag 1905       | 35 | 9  | 12 | 14 | 34 | 48 | 39 |                                                                |
| 14. | MFK Karviná                | 35 | 8  | 8  | 19 | 38 | 62 | 32 | Barragewedstrijd tegen degradatie naar de Fortuna národní liga |
| 15. | SK Dynamo České Budějovice | 35 | 7  | 8  | 20 | 41 | 70 | 29 | Barragewedstrijd tegen degradatie naar de Fortuna národní liga |
| 16. | FC Zlín                    | 35 | 5  | 12 | 18 | 40 | 69 | 27 | Degradatie naar de Fortuna národní liga                        |

#### Barragewedstrijd degradatieplay-off
| Thuisteam in de 1e wedstrijd    | Totaal | Uitteam in de 1e wedstrijd | Uitslag 1e wedstrijd | Uitslag 2e wedstrijd |
| ------------------------------- | ------ | -------------------------- | -------------------- | -------------------- |
| MFK Vyškov                      | 0–2    | MFK Karviná (14)           | 0–1                  | 0–1                  |
| SK Dynamo České Budějovice (15) | 3–2    | FC Silon Táborsko          | 2–1                  | 1–1                  |

## Statistieken

### Topscorers
19 doelpunten
- Václav Jurečka (SK Slavia Praag)

18 doelpunten
- Pavel Šulc (FC Viktoria Pilsen)

17 doelpunten
- Jan Kuchta (AC Sparta Praag)

16 doelpunten
- Veljko Birmančević (AC Sparta Praag)
- Mojmír Chytil (SK Slavia Praag)

14 doelpunten
- Ewerton Paixão da Silva (FC Baník Ostrava)

12 doelpunten
- Lukáš Haraslín (AC Sparta Praag)
- Lukáš Juliš (SK Sigma Olomouc)
- Tomáš Chorý (FC Viktoria Pilsen)
- Marek Havlík (1. FC Slovácko)

### Assists
11 assists
- Veljko Birmančević (AC Sparta Praag)

8 assists
- Vasil Kušej (FK Mladá Boleslav)

7 assists
- Ladislav Krejčí (AC Sparta Praag)
- Qazim Laci (AC Sparta Praag)
- Jan Kovařík (Bohemians Praag 1905)
- Lukáš Provod (SK Slavia Praag)
- Cadu (FC Viktoria Pilsen)

6 assists
- Jan Kuchta (AC Sparta Praag)
- Lukáš Kalvach (FC Viktoria Pilsen)
- Vojtěch Patrák (FK Pardubice)
- Kaan Kairinen (AC Sparta Praag)
- Wale Musa Alli (SK Dynamo České Budějovice)
- Matěj Polidar (FK Jablonec)
- Pavel Šulc (FC Viktoria Pilsen)
- Václav Jurečka (SK Slavia Praag)
- David Buchta (FC Baník Ostrava)
- Ľubomír Tupta (FC Slovan Liberec)
- Jiří Boula (FC Baník Ostrava)
- Michal Hlavatý (FK Pardubice)

1993/94 · 1994/95 · 1995/96 · 1996/97 · 1997/98 · 1998/99 · 1999/00 · 2000/01 · 2001/02 · 2002/03 · 2003/04 · 2004/05 · 2005/06 · 2006/07 · 2007/08 · 2008/09 · 2009/10 · 2010/11 · 2011/12 · 2012/13 · 2013/14 · 2014/15 · 2015/16 · 2016/17 · 2017/18 · 2018/19 · 2019/20 · 2020/21 · 2021/22 · 2022/23 · 2023/24